# Death of a Ladies’ Man
Death of a Ladies’ Man — пятый студийный альбом Леонарда Коэна изданный в 1977 году.

## Об альбоме
Death of a Ladies’ Man — единственная совместная работа Коэна и продюсера Фила Спектора. Записанная при помощи изобретённой Спектором техники стены звука, она стала неожиданностью для поклонников Коэна, привыкших к минималистическому звучанию исполнителя. Для альбома Леонард написал 15 песен за две-три недели, однако на запись попали только восемь. Оставшиеся впоследствии стали известны из концертных выступлений, к примеру живая запись «Do I Have to Dance All Night» вышла в качестве сингла во Франции в 1976 году.
Запись Death of a Ladies’ Man прошла в Лос-Анджелесе, штат Калифорния. В ней приняли участие коллеги Коэна Боб Дилан и Аллен Гинзберг в качестве бэк-вокалистов в песне «Don’t Go Home with Your Hard-On». Самому Коэну Спектор запретил покидать студию (якобы угрожая вооружённой охраной) прежде чем тот завершит запись вокальных партий. Продюсер также свёл альбом самостоятельно, чем вызвал разочарование канадского музыканта. Больше Леонард не работал с Филом Спектором.

## Список композиций
Первая сторона:
| №  | Название                   | Продолжительность |
| -- | -------------------------- | ----------------- |
| 1. | True Love Leaves No Traces | 4:26              |
| 2. | Iodine                     | 5:03              |
| 3. | Paper Thin Hotel           | 5:42              |
| 4. | Memories                   | 5:59              |

Вторая сторона:
| №  | Название                        | Продолжительность |
| -- | ------------------------------- | ----------------- |
| 1. | I Left a Woman Waiting          | 3:28              |
| 2. | Don’t Go Home with Your Hard-On | 5:36              |
| 3. | Fingerprints                    | 2:40              |
| 4. | Death of a Ladies’ Man          | 9:19              |